# Planina na Pohorju
Planina na Pohorju (Duits: Sankt Bartholemä) is een plaats in Slovenië en maakt deel uit van de gemeente Zreče in de NUTS-3-regio Savinjska. De plaats telde 208 inwoners op 1 januari 2020.